# 제4급
제4급 또는 쿼터너리(Quaternary)는 유기화학에서 다양한 유형의 화합물(아민 등)을 분류하기 위해 사용되는 용어이다.
|                    | 빨간색은 여러 화합물 그룹의 핵심 원자를 강조한 것. |                 |                 |                 |
|                    | 제1급(프라이머리)                                  | 제2급(세컨더리) | 제3급(터시어리) | 제4급(쿼터너리) |
| 알케인의 탄소 원자 |                                                    |                 |                 |                 |
| 알코올             |                                                    |                 |                 | 존재하지 않음   |
| 아민               |                                                    |                 |                 |                 |
| 아마이드           |                                                    |                 |                 | 존재하지 않음   |
| 포스핀             |                                                    |                 |                 |                 |

## 같이 보기
- 제1급
- 제2급
- 제3급